# Poa spicigera
Poa spicigera är en gräsart som beskrevs av Oscar Tovar. Poa spicigera ingår i släktet gröen, och familjen gräs. Inga underarter finns listade i Catalogue of Life.